# Milton Ary Meier
Milton Ary Meier (São Paulo, 30 de julho de 1934) é um médico brasileiro.
Foi eleito membro da Academia Nacional de Medicina em 2010, ocupando a Cadeira 39, da qual Augusto Paulino Soares de Souza é o patrono.